# Comuna Iasenîțea-Zamkova, Starîi Sambir
Iasenîțea-Zamkova (în ucraineană Ясениця-Замкова) este o comună în raionul Starîi Sambir, regiunea Liov, Ucraina, formată din satele Iasenîțea-Zamkova (reședința) și Velîka-Voloseanka.

## Demografie
Componența lingvistică a comunei Iasenîțea-Zamkova
     Ucraineană (99,65%)
     Alte limbi (0,3%)
Conform recensământului din 2001, majoritatea populației comunei Iasenîțea-Zamkova era vorbitoare de ucraineană (99,65%), existând în minoritate și vorbitori de alte limbi.